# John Curtis (entomologo)
John H. Curtis (Norwich, 3 settembre 1791 – Londra, 6 ottobre 1862) è stato un entomologo inglese.

## Biografia
Si occupò della descrizione di svariate specie di insetti delle Isole Britanniche, in particolar modo lepidotteri, imenotteri e ditteri. Collaborò anche con Francis Walker, James Charles Dale, Alexander Henry Haliday, e Pierre André Latreille. Le sue collezioni sono oggi conservate presso il Museo di Storia naturale di Dublino e presso il Victoria Museum di Melbourne.